# Xonotic
Xonotic es un videojuego de disparos en primera persona. Es software libre. Fue desarrollado como un fork de Nexuiz, luego de la controversia generada por la diferencia de puntos de vista por el desarrollo del videojuego anterior. Actualmente, el juego funciona bajo una versión fuertemente modificada del motor gráfico Quake, conocido como DarkPlaces. Su jugabilidad está inspirada en las series Unreal Tournament y Quake, pero con elementos extra que lo diferencian.

## Características
Existen dieciséis modos de juego en Xonotic, incluyendo modos clásicos como Deathmatch y Captura de la bandera. Para anotar puntos, los jugadores deben acabar con los enemigos usando armas futuristas mientras que completan otros objetivos. La jugabilidad es de muy alta velocidad, debido a que los jugadores se pueden mover muy rápido y saltar de forma errática. Mientras el concepto básico está inspirado por otros juegos del mismo género (como localizar y mantener el control de los bonificadores de salud y/o armadura, por ejemplo), existen ciertos elementos diferenciadores. El énfasis está en el movimiento y en las físicas de juego, enfocándose en ganar velocidad, saltar grandes distancias, y controlar la geometría de los niveles. Esto es realizado mediante técnicas clásicas como el "salto por desplazamiento lateral" (conocido como strafe jumping), el "salto de conejo" (conocido como bunny hopping), y el "salto de misil" (conocido como rocket jumping). Las armas poseen habilidades especiales como múltiples modos de disparo, los que incrementan las opciones tácticas disponibles para los jugadores.
El juego presenta una estética futurista, con mapas que muestran entornos de alta tecnología y en el espacio. Xonotic corre bajo el motor gráfico DarkPlaces, por lo que soporta efectos gráficos de brillo, iluminación dinámica y sombreado, offset mapping, y HDR. Los desarrolladores han declarado que la calidad gráfica es semejante o incluso mejor que videojuegos comerciales lanzados entre 2006 y 2007.[cita requerida]

## Historia
En marzo de 2010, comenzó la controversia por el uso del nombre Nexuiz para el desarrollo de una modificación del videojuego orientado a consolas, el que se licenció al estudio de videojuegos Illfonic. El creador original del proyecto, Lee Vermeulen, secretamente hizo un trato con la compañía conocida como Illfonic, según el cual este último obtuvo el control sobre la marca Nexuiz. Dado que tal vuelta de los acontecimientos fue completamente inesperada por la comunidad y la mayoría de los desarrolladores de Nexuiz, éstos se comprometieron a crear una bifurcación controlada por la comunidad de una forma abierta.
Aproximadamente siete meses después su código fuente fue publicado a través de Git. Una versión preliminar fue lanzada el 23 de diciembre de 2010.
Una nueva versión de Xonotic fue lanzada el 8 de septiembre de 2011. La versión 0.5 (comparada con la v0.1pre, no con la versión de Git) ahora soporta múltiples lenguajes y vehículos, los bots tienen una inteligencia artificial mejorada, siete nuevos mapas por defecto y muchas correcciones de errores y optimizaciones a la jugabilidad.